# Ectadia sulcata
Ectadia sulcata är en insektsart som beskrevs av Wei Ying Hsia och Xiangwei Liu 1990. Ectadia sulcata ingår i släktet Ectadia och familjen vårtbitare. Inga underarter finns listade i Catalogue of Life.